# RTL Belgium
RTL Belgium est une filiale de DPG Media et du Groupe Rossel produisant et éditant des services propres à la télévision à destination de la Belgique francophone.
Créée en 1985, RTL Belgium était initialement détenue par le groupe RTL (66 %) et par Audiopresse SA (34 %), une société commune aux groupes médias Rossel, IPM et Mediahuis. Le 1er décembre 2020, le groupe RTL annonce le rachat des 34 % de parts détenues par Audiopresse SA, prenant ainsi totalement le contrôle de sa filiale belge.
Depuis le 31 mars 2022, DPG Media et le Groupe Rossel détiennent chacun 50 % de RTL Belgium.
Cette cession a rapporté 154 millions d’euros à l’ancien actionnaire RTL Group.
Un accord établi lors de la vente stipule que la marque "RTL" (faisant partie de l'ADN historique et quasi indissociable du paysage audiovisuel francophone Belge) pourra être exploitée pour une période de 10 ans.
Les nouveaux actionnaires entendent renforcer le pôle web de RTL et les synergies avec les rédactions de Rossel. Pour y parvenir, un changement d’organisation est à l’étude dans le département News.

## Histoire[2]
De 1955 à 1997 pendant plus de 42 ans à l'antenne la télévision luxembourgeoise sur le réseau hertzien partout en France de 1955 à 1993 et l'autre chaîne RTL-TVI (Belgique) de 1987 à 1993 pour les deux chaînes puis sur le câble et en lorraine sur le réseau hertzien de 1955 à 2010 ou encore en Belgique de 1955 à 1997 qu'il s'agit de Télé Luxembourg puis aussi RTL Télévision ensuite RTL TV et RTL9 la chaîne qui est le divertissement tout comme la RTBF et RTL-TVI ou encore Club RTL puis en 1985, de nombreuses chaînes de télévision sont diffusées sur le territoire belge. Le gouvernement doit réglementer l’audiovisuel. Une loi prévoit désormais de n’accorder la diffusion de publicité commerciale qu’à une seule chaîne (dont le Conseil d’administration comprend au moins un représentant de la presse écrite) par Communauté linguistique. En juin 1985, le groupe Audiopresse, réunissant l’ensemble de la presse écrite quotidienne, choisit RTL Télévision comme chaîne commerciale et signe une convention-cadre avec la CLT. En décembre 1985, Audiopresse, la CLT et sa filiale belge TV TEAM créent la société TVi SA.
Le 30 juillet 1986 marque la signature d’une convention pour l’exploitation de la télévision privée de la Communauté française avec TVi SA.
Le 12 septembre 1987, la chaîne RTL TVI (abréviation de Radio Télévision Luxembourg – Télévision Indépendante) est lancée.
En 1991, TVi SA, associée au groupe de presse Rossel, crée Bel RTL, la première radio généraliste privée du sud du pays. Radio Contact, la première radio musicale belge, rejoint ensuite le groupe.
TVi SA anticipe les évolutions de la télévision : en 1995, la deuxième chaîne du groupe est mise sur antenne ; il s’agit de Club RTL.
En 1999 sont créés les sites web des chaînes RTL. RTL info verra le jour en 2007 et les applications mobiles en 2010.
En février 2004, la nouvelle et troisième chaîne de télé du groupe RTL, Plug TV (rebaptisée Plug RTL en 2008), adopte un ton plus décalé.
En octobre 2006, le bâtiment de 14 500 m2 de l'Avenue Ariane' n’était plus à même de répondre aux projets audiovisuels du groupe en pleine expansion. Le choix a alors été fait pour la construction d’un bâtiment de 170 mètres de façade et d’une superficie de 18 500 m2. La famille RTL Belgium quitte l'Avenue Ariane pour s’installer au coin de la chaussée de Louvain et de l’avenue Jacques Georgin à Schaerbeek.
En janvier 2007, la radio Mint voit le jour et interpelle directement médias et auditeurs par son originalité. En quelques mois, plus de 120.000 auditeurs adhèrent quotidiennement au slogan « La musique a meilleur goût ». En octobre 2008, il est mis fin à son existence en FM, la radio se transforme en webradio.
Plug Mobile by Proximus voit le jour en janvier 2007, lorsque Proximus annonce le lancement d’une nouvelle offre prépayée en collaboration avec la chaîne de télévision Plug TV.
En 2007, RTL Belgium lance RTL à l’infini, son service de vidéo à la demande (VOD) d’abord disponible sur les décodeurs de Belgacom TV. Maintenant[Quand ?], l’offre est disponible chez tous les opérateurs. RTL à l’infini propose également un service de FVOD (Free Video On Demand), TVOD (Transactional Video On Demand) et SVOD (Subscription Video On Demand).
Radio Contact lance sa chaîne de télévision musicale Contact Vision en 2009. Cette chaîne de radio-vision est disponible sur radiocontact.be et est distribuée sur toutes les plates-formes numériques en Belgique francophone.
En juin 2009, le lancement d’une nouvelle formule d’abonnement mobile appelée Allo RTL voit le jour. En plus de téléphoner et d’envoyer des SMS, les abonnements permettent de regarder RTL TVI, Club RTL et Plug RTL partout, alors que l’accès au site RTL info est disponible en illimité.
Radio Contact lance à son tour sa marque de téléphonie, Contact Mobile, en septembre 2011. Un produit aux tarifs avantageux et à l’identité forte, caractéristique principale de la première chaîne de radio musicale en Belgique francophone. Contact Mobile est né d’un partenariat entre KPN Group Belgium et RTL Belgium. En décembre 2015, Contact Mobile devient Allo RTL.
En mars 2012, RTL Belgium s’associe à Mobistar pour relancer Plug Mobile qui deviendra Plug Mobile by Mobistar. Cette nouvelle offre téléphonique donne un accès gratuit aux contenus des trois chaînes de RTL Belgium via la 3G.
Fin 2014, le journal de RTL TVI est rebaptisé RTL info. Le concept est repensé, tant au niveau éditorial que de la mise en image et des processus de production. Un écran panoramique HD de 14 mètres de long anime le studio du RTL info.
Bel RTL se décline en radio-vision en septembre 2015. La chaîne de radio-vision est disponible sur le site internet et sur certains canaux de télédistribution en Belgique francophone.
En novembre 2015, RTL à l’infini est disponible en application sur l'Android Market et l'Apple Store. RTL à l’infini est alors accessible via une connexion internet sur les ordinateurs, tablettes et smartphones. RTL à l’infini est disponible tout le temps, partout et sur tous les supports.
Le 4 janvier 2016, Mint revient grâce à un partenariat avec les réseaux provinciaux Must FM, Maximum FM et BXFM la radio indépendante.
Le 26 mars 2018 voit le jour la plateforme RTLplay de télévision de rattrapage et de vidéo à la demande. La plateforme contient une sélection issue des chaînes RTL-TVI, Club RTL et Plug RTL.
Le 24 mars 2021, la presse belge indique que le groupe RTL aurait mandaté la banque d’affaires JP Morgan pour étudier une cession de ses opérations en Belgique.
En juin 2021, RTL Belgium est vendue à un duo composé du groupe Rossel et de DPG Media pour 250 millions d'euros. Cette vente est concrétisée le 31 mars 2022, date à laquelle DPG Media et Groupe Rossel deviennent chacun actionnaire à 50 % de RTL Belgium, qui comprend les chaînes de télévision RTL TVI, Club RTL et Plug RTL, les radios Bel RTL & Radio Contact ainsi que leurs webradios, le service de streaming RTLplay, la plateforme d’information RTL Info et la régie publicitaire IP.
Le 28 mars 2023, RTL Belgium modernise son groupe (radio et télévision) pour ces trois chaînes (RTL TVI écrit en RTL tvi, Club RTL renommé RTL Club et Plug RTL renommé RTL Plug) et pour la radio (Bel RTL change de logo et écrit en bel RTL, pareil pour Radio Contact avec logo #FeelGood depuis 2024).
Le 6 novembre 2024, le groupe annonce dans un communiqué le lancement, à partir du 18 novembre, de sa quatrième chaîne de télévision. Celle-ci, nommée RTL District, est consacrée au monde judiciaire et aux faits divers,.

## Télévision

Logo de RTL TVI
Logo de RTL Club
Logo de RTL Plug
Logo de RTL District

## Internet
- RTL.be